# Travellers Rest Lake
Der Travellers Rest Lake ist ein See im Westen des australischen Bundesstaates Tasmanien.
Der Travellers Rest River durchfließt den See, der östlich des Lake St. Clair in der Südspitze des Walls-of-Jerusalem-Nationalparks liegt.